# Axel Svedelius
Axel Gabriel Johan Svedelius (i riksdagen kallad Svedelius i Uddeholm, senare Svedelius i Örebro), född 14 oktober 1836 i Norrköping, död 15 mars 1924 i Sankt Johannes församling, Stockholm, var en svensk företagsledare, politiker och ämbetsman. 

## Biografi
Svedelius genomgick 1857–1860 Högre artilleriläroverket på Marieberg, blev 1861 löjtnant och 1871 kapten vid Väg- och vattenbyggnadskåren samt erhöll 1892 majors avsked. Han utförde arbeten med järnvägs- och kanalbyggnader, sjösänkningar samt väganläggningar. Han var 1875–1881 trafikdirektör vid Bergslagernas Järnvägar och 1881–1893 förste disponent för Uddeholms AB. Han var 1889–1895 samt 1896–1907 ledamot av första kammaren, den första perioden invald i Värmlands läns valkrets och den senare vald i Örebro läns valkrets. I riksdagen var han verksam i flera olika riksdagskommittéer. Under unionskrisen 1905 var han en av de riksdagspolitiker på högerflygeln som krävde en hårdare linje mot Norge.
Svedelius var landshövding i Örebro län 1893–1904. Han var under perioden 1905–1906 Allmänna valmansförbundets partiledare.
Svedelius blev riddare av Vasaorden 1877, av Nordstjärneorden 1890 och av Carl XIII:s orden 1899 samt kommendör av första klassen av Nordstjärneorden 1895 och kommendör med stora korset 1903.
Axel Svedelius var son till klädeshandlaren och färgerifabrikören Per Svedelius och Charlotta Gabriella Silfverstolpe samt dotterson till Axel Gabriel Silverstolpe. 
Han är begraven på Norra begravningsplatsen utanför Stockholm.